# Bollklubben Häcken

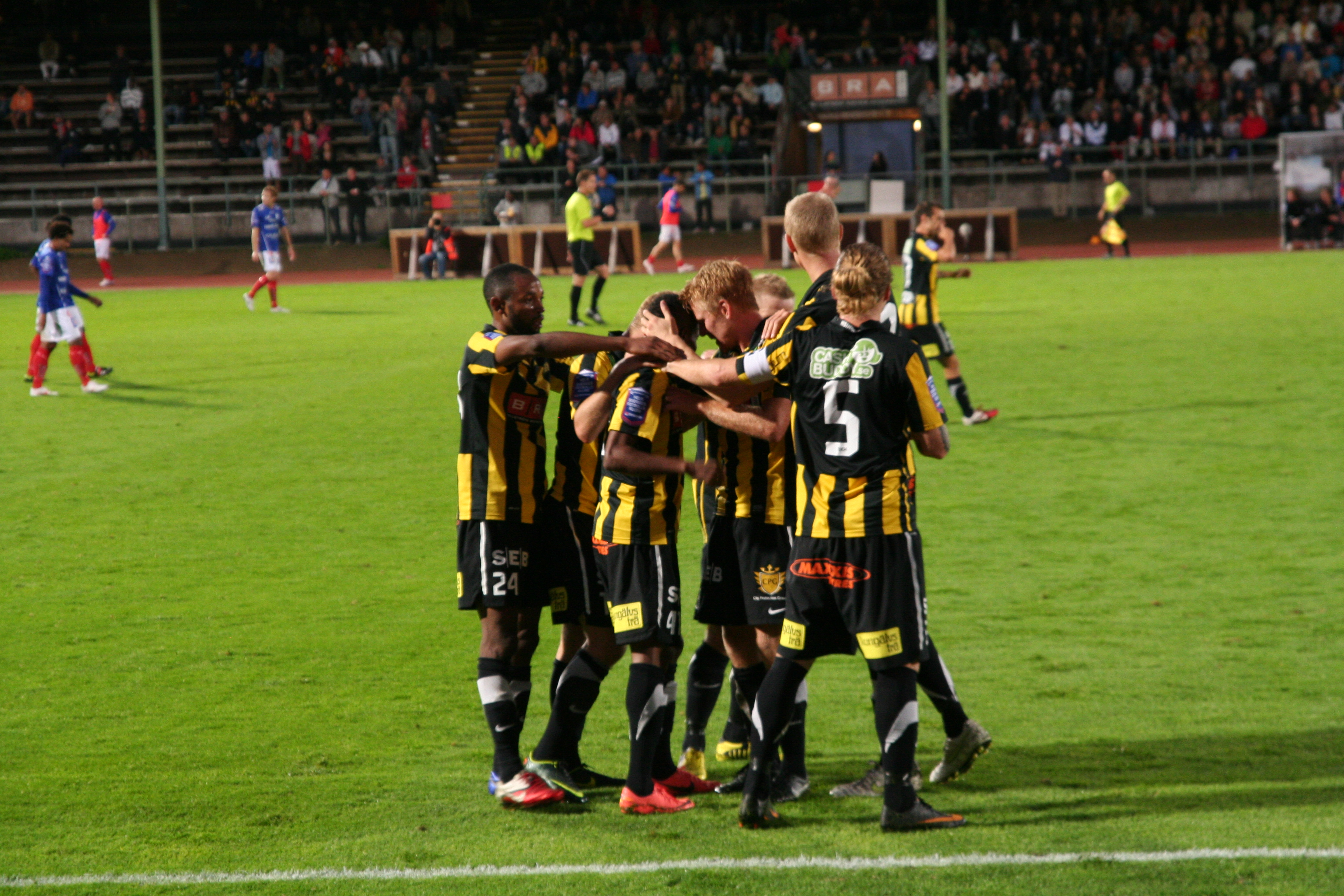
Os jogadores do Häcken festejam um golo em 2012

O Bollklubben Häcken, vulgarmente conhecido como BK Häcken ou simplesmente Häcken ( PRONÚNCIA SUECA), é um  clube de futebol sueco sediado em Hisingen, na cidade de Gotemburgo.                                                                                  

As cores do clube são o amarelo e o preto.
Joga os seus jogos em casa no estádio Bravida Arena, inaugurado em 2015 e com 6 300 lugares.

O clube foi fundado em 1940.

Participou pela primeira vez no Campeonato Sueco de Futebol (Allsvenskan) em 1983.                          

Foi campeão da Suécia em 2022.

Possui 3 títulos da Copa da Suécia (Svenska Cupen).

Atualmente (2025) disputa o Allsvenskan, a primeira divisão de futebol da Suécia.                                

O clube BK Häcken tinha uma equipa feminina, fundada em 1978.                                                                                                       Em 2021, recebeu  as jogadoras do antigo clube Kopparbergs/Göteborg FC, sendo então formado um clube subsidiário dedicado ao futebol feminino e com o nome de BK Häcken FF.

Desde 1975, o BK Häcken organiza e gere a Taça Gothia (br: Copa Gothia), um grande torneio internacional de futebol em Gotemburgo, para equipas juvenis de todo o mundo, aberto a jovens dos 11 aos 19 anos. 

## História
O clube foi fundado a 2 de agosto de 1940. 
Em dezembro de 2020, recebeu e integrou a equipa profissional feminina do Göteborg FC.

## Estádio
A equipa BK Häcken disputa os seus jogos em casa no Bravida Arena, que foi inaugurado em 2015 na cidade de Göteborg.

## Números Retirados
2 – Johan Lind, Zagueiro (1995–2010)

## Treinadores
- Sven-Agne Larsson (1958–59)
- Agne Simonsson (1977–82)
- Reine Almqvist (1983, 1989–93)
- Stefan Lundin (1989–91)
- Kjell Pettersson (1996–00)
- Torbjörn Nilsson (2001)
- Jörgen Lennartsson (2002–04)
- Stefan Lundin (2005 – Setembro 06)
- Reine Almqvist (Sept 2006–07)
- Sonny Karlsson (2007–09)
- Peter Gerhardsson (Jan 2009–)

## Títulos
| NACIONAIS | NACIONAIS        | NACIONAIS | NACIONAIS                           |
|           | Competição       | Títulos   | Temporadas                          |
| --------- | ---------------- | --------- | ----------------------------------- |
| Suécia    | Campeonato Sueco | 1         | 2022                                |
| Suécia    | Copa da Suécia   | 4         | 2015–16, 2018–19 e 2022–23, 2024-25 |

## Uniformes

### 1º Uniforme
| 2020 | 2019 | 2018 | 2016–2017 | 2014–2015 | 2011–2013 | 2009–2010 |

### 2º Uniforme
| 2020 | 2019 | 2018 | 2016–2017 | 2014–2015 | 2011–2013 | 2009–2010 |